# 连云港白塔埠机场
连云港白塔埠机场，是一座位于中华人民共和国江苏省连云港市的军用机场。并和徐连、宁连等高速公路连接。该机场曾是一座军民合用机场，民用部分已于2021年12月2日关闭并由连云港花果山国际机场承接并运行。

## 历史
南京军区空军于1955年在东海县白塔埠镇征集土地，建设二级永备机场。1956年动工，1957年竣工。1984年，国务院确定连云港市为沿海开放城市。4月，江苏省人民政府向国务院、中央军事委员会呈送《关于要求在连云港市开辟民用航线的请求》。1985年3月16日，上海至连云港航线试飞成功，连云港白塔埠机场于26日正式开通民航班机。同年7月起，中国民航局进行第一期工程建设。当年运用旅客8453人次。次年达到12970人次。
中国民用航空局空中交通管理局印发通知，明确连云港地区空域调整方案于2021年12月2日零时正式启用。连云港花果山机场全面具备转场运营条件，2021年12月2日零时正式实施转场运营，并同步关闭连云港白塔埠机场的民用部分。

## 机场设施
飞行跑道长2500米、宽50米，机场飞行区等级为4D。

## 停办前航点

### 國內
| 航空公司           | 目的地                    |
| ------------------ | ------------------------- |
| 中国国际航空（CA） | 大连、天津、贵阳、重庆    |
| 厦门航空（MF）     | 长春、长沙、哈尔滨、厦门  |
| 中国东方航空（MU） | 北京/首都、呼和浩特、南京 |
| 中国南方航空（CZ） | 广州、徐州、舟山          |
| 河北航空（NS）     | 石家庄、海口、福州        |
| 长安航空（9H）     | 大连、西安                |
| 长龙航空（GJ）     | 大连、宁波                |
| 东海航空（DZ）     | 大连、深圳                |
| 上海航空（FM）     | 上海/浦东、上海/虹桥      |
| 中国联合航空（KN） | 北京/大興                 |
| 成都航空（EU）     | 沈阳、成都                |
| 瑞丽航空（DR）     | 沈阳、昆明                |
| 奥凯航空（BK）     | 天津、南宁                |
| 乌鲁木齐航空（UQ） | 兰州                      |

### 國際
| 航空公司           | 目的地        |
| ------------------ | ------------- |
| 中国东方航空（MU） | 靜岡          |
| 海南航空（HU）     | 大阪/關西     |
| 中国联合航空（KN） | 大阪/關西     |
| 河北航空（NS）     | 曼谷/素万那普 |